# Der dünne Mann kehrt heim
Der dünne Mann kehrt heim ist eine US-amerikanische Kriminalkomödie von Richard Thorpe aus dem Jahr 1945. Der Film, der auf Figuren des Romans Der dünne Mann von Dashiell Hammett zurückgreift, ist der fünfte Teil der Dünnen-Mann-Filmreihe, die sechs Spielfilme umfasst.

## Handlung
Nick und Nora Charles verreisen zu Nicks Eltern, die er lange nicht gesehen hat, in die ländliche Kleinstadt Sycamore Springs. Das Verhältnis zu seinem Vater ist angespannt, sollte er doch nach dessen Wunsch wie er Arzt werden. In Sycamore Springs glaubt jeder, dass Nick wegen eines Falls in der Stadt ist – allerdings weiß niemand, worum es sich bei diesem Fall handeln soll, da selten etwas Gefährliches in der Kleinstadt passiert. Die Bewohner begrüßen ihn teils enthusiastisch, so die junge Schauspielschülerin Laura Belle Ronson, Tochter des örtlichen Unternehmers Sam Ronson, die unbedingt Bekanntschaft mit dem Detektiv machen möchte. Begrüßt wird Nick auch von alten Bekannten wie seinem Schulfreund Bruce Clayworth, der inzwischen Arzt geworden ist. Andere Bewohner fürchten um ihre dunklen Geheimnisse, die Nick bei seinen angeblichen Ermittlungen entdecken könnte. Nick fühlt sich durch die Gerüchte bei seinem Versuch, etwas Ruhe bei seinen Eltern zu finden, gestört.
Eines Abends wird der junge Maler und Fabrikarbeiter Peter Berton an Nicks Haustüre und vor dessen Augen erschossen, kurz nachdem er angekündigt hatte, Nick ein Geheimnis mitzuteilen. Bei einem nächtlichen Besuch des Motelzimmers, in dem Peter lebte, wird Nick von der sogenannten „verrückten Mary“ niedergeschlagen. Diese gilt als schrulliges Dorforiginal und lebt in einer Hütte etwas außerhalb der Stadt. Nick stellt Nachforschungen zu ihr an. Er findet heraus, dass Mary früher Elinor Morgan hieß und die Mutter von Peter ist, den sie als Baby zur Adoption freigegeben hat. Es mangelt jedoch auch nicht an anderen Verdächtigen, da Peter als launenhafter Charakter galt und sich etwa eine Schlägerei mit seinem Fabrikkollegen Bill Burns geliefert hat. 
Am Tag nach dem Mord kauft Nora für Nicks Geburtstag ein Bild beim örtlichen Kunsthändler. Da Nick aber das kitschige Gemälde mit dem örtlichen Windrad, das ihn in seiner Jugend fasziniert hat, hässlich findet, gibt es Nora an einen Wohltätigkeitsbasar weiter. Dort ersteht es die geheimnisvolle Helena Draque, die reges Interesse an allen Werken des Malers zeigt – kein Geringerer als der erschossene Peter. Nick und Nora sind nun auf der Suche nach dem Bild, da sie vermuten, dass es etwas mit dem Mordfall zu tun hat. Sie finden Helena bewusstlos geschlagen in ihrem Hotelzimmer vor. Das Bild ist verschwunden. Direkt danach sucht Nick die verrückte Mary in ihrer Hütte auf, die jedoch kurz zuvor erschossen wurde. Nicks Hund Asta findet das gesuchte Bild in einem Versteck in Marys Hütte.
Nach einer kurzen Untersuchung lässt Nick alle Verdächtigen in seinem Elternhaus erscheinen. Nick enthüllt zunächst mithilfe eines Röntgengerätes, dass unter dem Windradbild ein zweites Bild existiert, und zwar ein Fünftel eines Turbinenbauplans, der an eine fremde Macht verraten werden sollte. Die anderen vier Pläne finden sich unter weiteren Bildern von Peter, die ebenfalls von Helena erworben wurden. Weiterverkauft wurden sie wiederum von ihrem Mann Edgar, der für die Einzelpläne astronomische Summen erhielt.
Danach behauptet Nick, dass Helena von Sam, dem Besitzer der Turbinenfabrik, in der Peter gearbeitet hatte, niedergeschlagen wurde. Nicks Vater wird nervös, da Ronson ihm den lang ersehnten Bau eines Krankenhauses ermöglichen soll. Nick berichtet, dass Sams jüngerer Bruder einst mit dem Dienstmädchen Elinor nach Chicago abgehauen sei. Als der Bruder bei einer Schlägerei ums Leben gekommen war, hatte Sam der Hochschwangeren die Hilfe versagt, so dass sie Peter in ihrer Not zur Adoption freigeben musste. Als er volljährig war, gab Sam Peter einen Job in seiner Firma. Weder Sam noch Mary informierten ihn über seine Herkunft. Nach Peters Tod wollte Mary, die genug über den Spionagering herausgefunden hatte, den Ruf ihres Sohnes bewahren und erpresste Sam, das belastende Bild zu besorgen und es ihr zu übergeben. Sam gibt den Sachverhalt zu. 
Allerdings handele es sich bei Sam nicht um den Mörder von Peter und Mary, so Nick. Er enthüllt, dass es sein einstiger Klassenkamerad Bruce war, der Peter dafür gewinnen konnte, die Pläne zu kopieren. Als Peter aus der Sache aussteigen und Nick alles gestehen wollte, erschoss ihn Bruce mit einem japanischen Nambu-Gewehr vom Dach seines naheliegenden Hauses. Auch Mary tötete er, da sie zu viel wusste und ihm das Bild nicht geben wollte. Nick war unter anderem aufgefallen, dass Bruce bei der Autopsie von Peter die japanische Kugel gegen eine konventionelle Kugel ausgetauscht hatte. Nachforschungen von Nick ergaben, dass Peter wenige Minuten vor seinem Tod noch Bruce in seiner Praxis aufgesucht hatte und dieser öfters Edgar, seinen Geschäftspartner im Spionagering, aufgesucht hatte. Helena bestätigt, dass Bruce in den Spionagering involviert war. 
Der überführte Bruce bedroht die Anwesenden mit einer Waffe und beschimpft Nick, da er seit Schulzeiten schon immer auf diesen neidisch gewesen sei. Brogan, Nicks inoffizieller Assistent bei seinen Ermittlungen, hatte die Waffe jedoch unbrauchbar gemacht. Bruce wird überwältigt und abgeführt. Nick hingegen wird nun von seinem Vater akzeptiert, der die gute Arbeit seines Sohnes beobachtet hat.

## Produktion
Ursprünglich war geplant, Der dünne Mann kehrt heim direkt im Anschluss an den vorherigen Film der Reihe, Der Schatten des dünnen Mannes zu drehen. Doch Myrna Loy hatte 1942 geheiratet und begonnen, in New York für das Rote Kreuz zu arbeiten. Die USA befanden sich zu diesem Zeitpunkt bereits im Zweiten Weltkrieg. Der Beginn der Dreharbeiten verzögerte sich um rund zwei Jahre, sie begannen im Mai und endete im Juli 1944. Es war der 12. von insgesamt 14 Filmen, in denen Myrna Loy und William Powell gemeinsam vor der Kamera standen.
Es war der erste Film der Dünnen-Mann-Filmreihe, in dem der ursprüngliche Filmhund Asta durch einen jüngeren Terrier ersetzt wurde. Zudem war es der erste Film der Reihe, der nicht von W. S. Van Dyke gedreht wurde, der 1943 verstorben war. Regisseur Richard Thorpe wiederum wurde kurz vor Ende der Dreharbeiten von Norman Taurog vertreten, da er bereits mit der Arbeit an Flitterwochen zu dritt begonnen hatte. Der dünne Mann kehrt heim hatte am 23. Mai 1945 Premiere. In Deutschland wurde er 1951 erstmals im Kino gezeigt, 1992 lief er erstmals im Fernsehen.

## Kritik
Der Filmdienst bezeichnete Der dünne Mann kehrt heim als „vorletzte, in jeder Hinsicht nüchterne Produktion der anfänglich so vergnüglichen ‚Dünne Mann‘-Serie“.
Der All Movie Guide befand hingegen, dass es sich um einen der witzigsten Beiträge der Filmreihe handele, etwa wenn Nora Charles den Jitterbug tanze oder das Ehepaar Charles notgedrungen versuche, die Finger vom harten Alkohol zu lassen. Die Regieführung von Richard Thorpe sei professionell und die vielen guten Nebendarsteller würden ebenfalls ihren Teil beitragen, insbesondere eine „herausragende“ Anne Revere als Mary.

## Dünner Mann (Filmserie)
- Teil 1: Der dünne Mann (Alternativtitel: Mordsache dünner Mann)
- Teil 2: Nach dem dünnen Mann
- Teil 3: Noch ein dünner Mann
- Teil 4: Der Schatten des dünnen Mannes
- Teil 5: Der dünne Mann kehrt heim
- Teil 6: Das Lied vom dünnen Mann